# HMS Prince (1670)
HMS Prince (иногда Royal Prince) — 100-пушечный линейный корабль первого ранга Королевского флота (позже HMS Royal William, 84-пушечный 2 ранга), построенный Финеасом Петтом вторым на королевской верфи в Дептфорде. Спущен на воду в 1670 году. Выполненная на верфи модель (хранится в Музее науки, Лондон) и рисунок Виллема ван де Вельде Старшего (в Риксмузеум, Амстердам) дают хорошее представление, как он выглядел, особенно богато украшенная позолоченной резьбой корма.

## Начало службы
Во время Третьей англо-голландской войны служил в качестве флагмана будущего короля Якова II, (тогда Герцог Йоркский и лорд-адмирал). Во время сражения при Солебее (1672) был в центре английского флота, который атаковали корабли голландского центра под командованием адмирала де Рюйтера. В двухчасовой дуэли Prince был сильно поврежден флагманом Де Рюйтера De Zeven Provinciën и капитан флота сэр Джон Кокс (англ. John Cox) был убит. Герцог Йоркский был вынужден перенести свой флаг на HMS St Michael. Второй капитан Prince Джон Нарборо (англ. Narborough), однако, показал такую выдающуюся доблесть, что получил особую благодарность и вскоре после этого был посвящён в рыцарство.

## HMS Royal William
HMS Prince был восстановлен Робертом Ли в Чатеме в 1692 году, и переименован в HMS Royal William. Во время Войны Аугсбургской лиги корабль участвовал в битве при Барфлёр 19 мая 1692 года; входил в красную эскадру под флагом контр-адмирала сэра Клаудсли Шовелла (англ. Shovell). Первым в том бою прорвал французскую линию.
Позднее был перестроен во второй раз Джоном Нэйшем (англ. Naish) в Портсмуте начиная с 1714, повторно спущен на воду 3 сентября 1719 года. Перестройка была настолько глубокая, что иногда её результат числят как новый корабль. После повторного спуска находился в отстое и не служил, пока в 1756 году не был перестроен и приказом Адмиралтейства от 9 апреля 1757 года не понижен в 84-пушечный корабль второго ранга. Новое вооружение составило:
- гон-дек: 28 × 32-фунтовых пушек
- мидель-дек: 28 × 18-фунтовых
- опер-дек: 28 × 9-фунтовых
- шканцы и бак: пушки сняты

### Семилетняя война
Год спустя участвовал в неудачной экспедиции против Рошфора[уточнить] под командованием адмирала сэра Эдварда Хока. Его эскадра, во главе с вице-адмиралом Чарльзом Ноулзом (англ. Charles Knowles), напала на Иль-д’Экс и принудила гарнизон к капитуляции. В 1758 году в эскадре Боскавена участвовал в атаке генерала Вулфа на французскую крепость Луисбург (Новая Шотландия) и нерешительной перестрелке с французской эскадрой. На следующий год Royal William вернулся в Канаду под командованием капитана Хью Пигота (англ. Hugh Pigot) и присоединиться к атаке на Квебек. После битвы на равнине Авраама и захвата Квебека он ушел обратно в Англию с телом убитого Вулфа. В 1760 году Royal William был флагманским кораблем Боскавена, когда тот командовал флотом в бухте Киберон. Однако после тяжелого шторма тот вынужден был вернуться и перенести флаг на HMS Namur. Во время экспедиции против Бель-Иль 1761 года он с ещё несколькими кораблями был выделен в крейсерство у Бреста, для предотвращения контратаки французов.

### Американская, Французская революционная и Наполеоновские войны

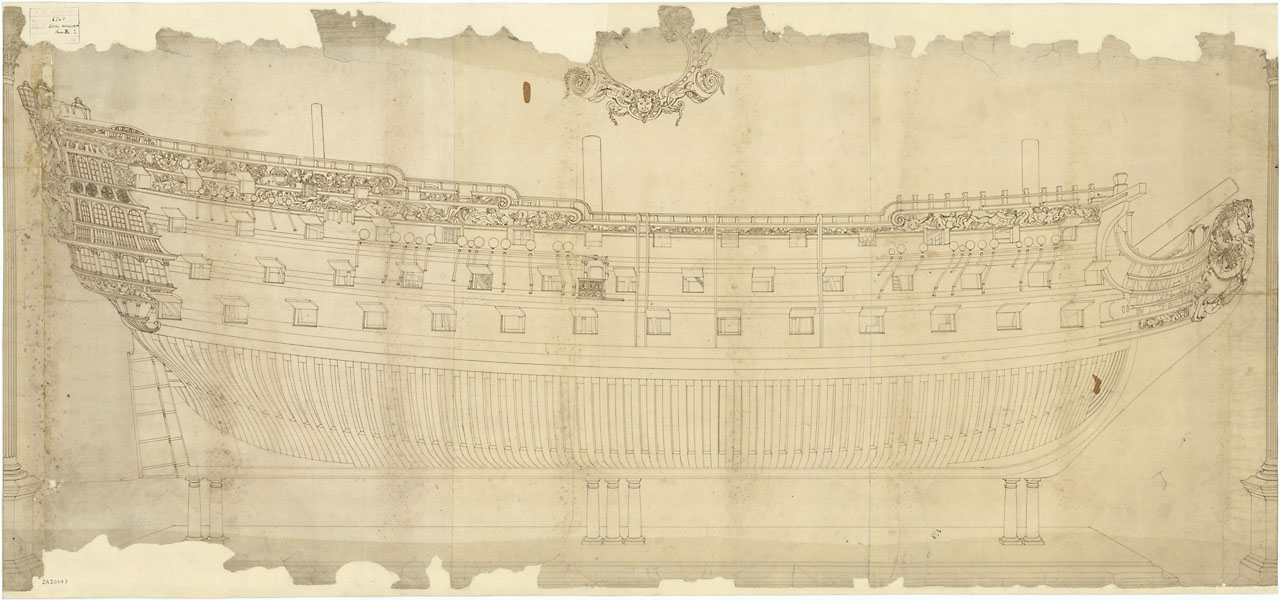
HMS Royal William, ок. 1725

Снова вошел в строй в январе 1771 года, капитан Самуэль Худ, но в мае выведен в резерв. Приказом Адмиралтейства от 16 марта 1782 года перевооружен в Портсмуте с марта по август 1782, понижен до 80-пушечного. Окончательно вооружение составило:
- гон-дек: 28 × 68-фунтовых карронад (в 1784 заменены на 24-фн)
- мидель-дек: 28 × 18-фунтовых пушек
- опер-дек: 28 × 9-фн пушек
- шканцы: -
- бак: 2 × 9-фн пушки

Вошел в эскадру лорда Хау, участвовал в снятии осады с Гибралтара, был при мысе Спартель. На этом активная служба Royal William закончилась. До 1792 года был в отстое, с 1793 по 1812 год последовательно флагман нескольких адмиралов в Портсмуте. Разобран в 1813 году там же.